# Jacqueline Chevé
Pour les articles homonymes, voir Chevé.
Jacqueline Chevé, née David le 21 août 1961 à Merdrignac (Côtes-du-Nord) et morte d'un cancer le 15 mars 2010 à Paris, est une femme politique française, membre du Parti socialiste. Elle est sénatrice des Côtes-d'Armor de 2008 à son décès.

## Biographie
Jacqueline Chevé s'engage rapidement dans le milieu associatif et dans les actions de solidarités locales. Elle est ainsi directrice de la Mission locale de Loudéac, organisme qui travaille à l’insertion sociale et professionnelle des jeunes.
Élu député de la troisième circonscription des Côtes-d'Armor en 1997, Didier Chouat lui propose d'intégrer son équipe en tant qu’assistante parlementaire. En 2002, elle se dirige vers l’action sociale en direction des populations fragilisées sur la circonscription de Dinan-rural avant de devenir directrice du foyer-logements de Lamballe.
Jacqueline Chevé est élue conseillère municipale de Loudéac en 2001 sur la liste "Loudéac, nouveaux horizons" conduite par Didier Chouat.
Candidate sur la liste "Bretagne à gauche, Bretagne pour tous" conduite par Jean-Yves Le Drian aux Élections régionales françaises de 2004, elle entre au Conseil régional de Bretagne où elle siège au sein du groupe « Socialistes et apparentés ». Elle est membre de la commission formation et référente du Pays Centre Bretagne.
En 2008, elle est no 2 de la liste d'union de la gauche "Loudéac, réussir ensemble" conduite par le socialiste Robert Rault qui est battue avec 47,15 % des voix. L'équipe de gauche obtient 7 sièges pour l'opposition municipale.
En mai 2008, le Parti socialiste organise la désignation des candidats aux Élections sénatoriales françaises de 2008. Jacqueline Chevé se porte candidate à l'investiture interne de la fédération du parti socialiste des Côtes-d'Armor. Elle est désignée dès le 1er tour avec 57,77 % des voix des militants. Finalement candidate aux côtés de Yannick Botrel (PS) et Gérard Le Cam (PCF), elle est élue sénatrice des Côtes-d'Armor dès le premier tour le 21 septembre 2008 avec près de 57 % des voix.
Installée officiellement le 1er octobre 2008 comme sénatrice lors de l'ouverture de la session ordinaire 2008-2009, Jacqueline Chevé est membre du groupe socialiste, de la commission des affaires sociales ainsi que de la délégation aux droits des femmes et à l'égalité des chances entre les hommes et les femmes.
Le 20 octobre 2008, atteinte par le cumul des mandats, elle démissionne du conseil municipal de Loudéac. Sa remplaçante sur la liste est Fabienne Donnio, 40 ans, éducatrice auprès de jeunes handicapés.
Elle meurt le 15 mars 2010 à Paris 20e des suites de maladie. Son suppléant, Ronan Kerdraon, maire de Plérin, lui succède au Sénat.

## Synthèse des mandats électoraux
Sénatrice
- du 21 septembre 2008 au 15 mars 2010 : sénatrice des Côtes-d'Armor
  - membre de la commission des Affaires sociales
  - membre de la délégation aux droits des femmes et à l'égalité Femmes/Hommes
  - membre du groupe d'amitié France/Afrique de l'Ouest
  - secrétaire du groupe d'amitié France/Canada
  - membre du groupe d'études « Innovation et entreprises »
  - membre du groupe d'études du sport
  - secrétaire de la Commission spéciale sur le crédit à la consommation

Conseillère régionale
- du 28 mars 2004 au 15 mars 2010 : membre du conseil régional de Bretagne
  - référente du pays du Centre-Bretagne
  - membre de la commission « Formation »

Conseillère municipale / Maire
- 18 mars 2001 - 15 mars 2008 : conseillère municipale de Loudéac
- 16 mars 2008 - 20 octobre 2008 : conseillère municipale de Loudéac

Autres responsabilités politiques
- Membre suppléante du « conseil national de la formation professionnelle tout au long de la vie » (2004-2010)
- Vice-présidente de l’établissement public foncier régional de Bretagne (2009-2010)
- Membre du conseil fédéral de la fédération des Côtes-d'Armor du Parti socialiste (2000-2010)
- Membre de l'union régionale du Parti socialiste de Bretagne (Bureau régional d'étude et d'information socialiste) (2004-2010)
- Membre du conseil national du Parti socialiste (2008-2010) (invitée au titre de son mandat parlementaire)